# Битва при Гравелине (1588)

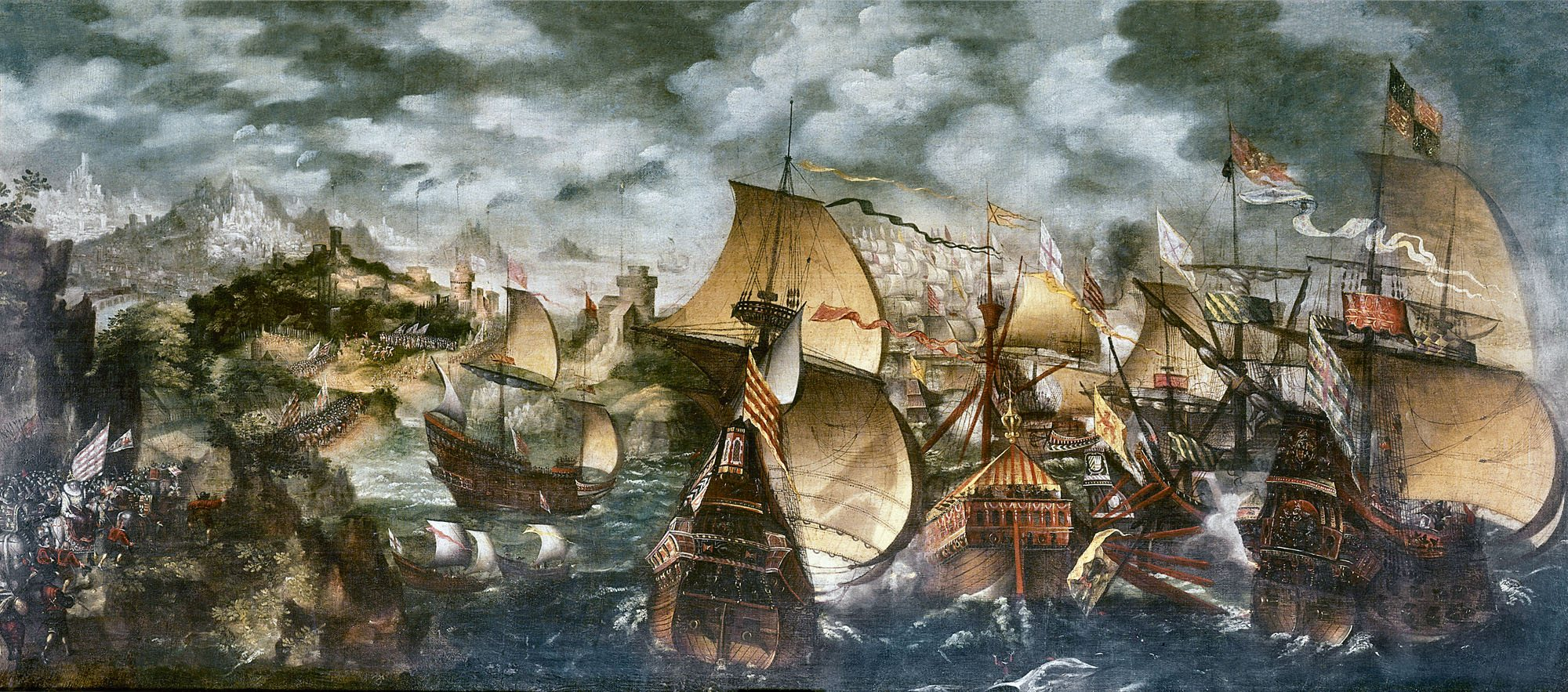
Гравелинское сражение. Худ. Николас Хиллиард, нач. XVII в.

Гравелинское сражение — морское сражение, состоявшееся 27 июля (8 августа) 1588 год между английским и испанским флотами к северу от Гравелина. Закончилось поражением испанской Непобедимой Армады, состоявшей из 130 кораблей (среди них 28 военных кораблей: 20 галеонов, 4 галеры, 4 галеаса, остальное — торговые суда, вооружённые для участия в походе). В этом сражении отличились английские адмиралы Дрейк, Хокинс, Фробишер.
Командующие: герцог Медина Сидония (Испания), Чарльз Говард, лорд Эффингэм (Англия).

## Предыстория
Медина Сидония направился к острову Уайт, рассчитывая найти там удобную стоянку и дождаться известий от герцога Пармского, командующего сухопутными силами вторжения. 29 июля англичане заметили с берегов Корнуолла приближение Армады. 30 июля Западная эскадра английского флота, вышедшая из Плимута, зашла Армаде в тыл, и на следующий день атаковала её. У Плимута испанцы понесли первые потери, но не от вражеского огня: «Розарио», флагманский корабль Педро де Вальдеса, столкнулся с «Санта-Каталиной» и потерял мачту, а через некоторое время на «Сан-Сальвадоре», где находилась казна флота, по неизвестной причине произошёл пожар. Казну и оставшихся в живых членов экипажа удалось снять, но корабль пришлось оставить. На рассвете 1 августа отставший «Розарио» был захвачен Дрейком, такая же участь вскоре постигла и обломки «Сан-Сальвадора».
Чарльз Говард тем временем разделил свой флот на четыре отряда, которые поочерёдно обстреливали испанские корабли. Испанцы сохраняли предписанный им королевской инструкцией боевой порядок (в форме полумесяца, с транспортами посередине), поэтому англичане старались не подходить к ним слишком близко. После нескольких стычек им удалось отогнать испанский флот от острова Уайт, при этом они израсходовали почти все боеприпасы, не причинив испанцам существенного вреда.
Но Медина Сидония не догадывался о том, что англичане испытывают затруднения с боеприпасами. Их беглый огонь убеждал его в обратном. Он принял решение двигаться к берегам Фландрии, на встречу с герцогом Пармским, о котором он так и не получил известий.
5 августа Армада двинулась к Кале. Западная эскадра последовала за ней. Комендантом Кале в то время был Жиро де Молеон, католик, симпатизировавший испанцам и ненавидевший англичан. Гавань Кале была слишком мала для такого огромного флота, но позволила испанским судам встать на якорь под прикрытием береговых батарей, где они были в относительной безопасности от английских атак, и пополнить запасы воды и продовольствия. Дальше, в сторону Дюнкерка, испанский флот двигаться не мог — выяснилось, что голландцы убрали все бакены и другие навигационные знаки к востоку от Кале, как раз там, где начинаются банки и отмели, и что англичане и голландцы курсируют в районе Дюнкерка, готовые перехватить транспорты Пармы.
Говард решил воспользоваться затруднениями испанцев. В ночь с 7 на 8 августа, англичане пустили в сторону тесно сбившихся испанских кораблей восемь брандеров. Это вызвало панику среди испанских капитанов — вероятно, что они приняли обыкновенные брандеры, гружёные хворостом, смолой и соломой, за начинённые порохом «адские машины», с которыми они уже встречались во время войны в Нидерландах. Пытаясь избежать столкновения с пылающими брандерами, многие испанцы перерубили якорные канаты. Лишившись якорей, они уже не могли сохранять боевой порядок у Кале, испанский строй распался. Сами брандеры не причинили испанцам никакого вреда, но многие корабли Армады пострадали от столкновений с соседними судами. Говард не мог в полной мере воспользоваться замешательством противника — не хватало пороха и ядер. Англичане ограничились атакой на потерявший управление галеас, дрейфовавший у входа в бухту. Испанский адмирал остался на месте с четырьмя большими галеонами. Он был готов принять бой, рассчитывая задержать англичан и дать время перестроиться остальным кораблям Армады.

## Описание боя
На следующий день, 8 августа, англичане получили подкрепления и боеприпасы — к Говарду присоединилась эскадра лорда Сеймура. Они решились, наконец, помериться силами с Армадой в открытом бою, тем более что численное преимущество теперь было на их стороне. Атаку возглавил Дрейк. Его корабли открыли огонь с дистанции 100 метров. За ним последовал отряд Фробишера.
В этом сражении, произошедшем между Гравелинской отмелью и Остенде, сказалось преимущество английской артиллерии. Англичане по-прежнему избегали абордажных схваток, обстреливая противника, но теперь уже на близкой дистанции, где их пушки причиняли испанским кораблям значительные разрушения, и сосредоточив огонь на отдельных, оторвавшихся от строя кораблях. Испанская артиллерия была не столь эффективна. Выяснилось, что испанские чугунные ядра, в силу какого-то технологического дефекта, разлетаются на куски при ударе об обшивку, не пробивая её, что пушки, установленные на переоборудованных торговых судах, при полном бортовом залпе причиняют, за счёт отдачи, больше вреда им самим, нежели противнику.
Канонада продолжалась около девяти часов. Испанские суда, менее маневренные, из-за противного ветра не могли оказать помощи друг другу. Англичанам удалось потопить один или два испанских корабля и повредить ещё несколько. Матросы едва успевали откачивать воду с пробитого в нескольких местах испанского флагмана. Потеряв управление, один испанский корабль сел на мель у Кале, три корабля, отнесённые ветром на восток, где они тоже сели на мель, были вскоре захвачены голландцами. Англичане не потеряли ни одного корабля, потери личного состава за несколько дней непрерывных сражений составили около 100 человек. Испанцы в этом бою потеряли 600 человек убитыми и около 800 ранеными.
Сражение не принесло англичанам полной победы, к тому же у них опять кончились боеприпасы, которые, на этот раз, они в ближайшее время восполнить не могли. Медина Сидония опять-таки не подозревал об этом и не решился атаковать противника, тем более что его собственный запас пороха и ядер подходил к концу. Испанский адмирал уверился в том, что с имеющимися у него силами установить контроль над проливом невозможно, а о том, чтобы двигаться к устью Темзы, не могло быть и речи, поэтому 9 августа, не предупредив Парму, он направился на север, намереваясь обогнуть Шотландию и спуститься на юг вдоль западного берега Ирландии (окончательное решение использовать этот обходной путь было принято 13 августа). Дрейфовать к востоку от Англии не имело смысла — Армаду могло снести на фламандские банки. Возвращаться назад через Дуврский пролив Медина Сидония тоже не решился, опасаясь новых атак английского флота — испанцы не знали о затруднениях англичан и упустили шанс вернуться домой до начала осенних штормов.

## Последствия
В течение двух дней англичане преследовали Армаду. 11 августа они получили известие, что армия герцога Пармского готова к погрузке на суда (до командования Армады это известие, видимо, не дошло, а герцог все ещё надеялся, что Армада подойдёт к Дюнкерку и прикроет его транспорты), и тогда Сеймур вернулся со своим отрядом к Даунс, чтобы предотвратить её возможную высадку. Остальные английские корабли преследовали Армаду ещё в течение суток, а затем повернули назад, поскольку не имели на борту достаточно воды и продовольствия. Намерения испанцев англичанам были неизвестны, они предполагали, что Армада может пополнить запасы у берегов Дании или Норвегии и вернуться назад, поэтому английский флот ещё в течение многих дней находился в боевой готовности.
Армада тем временем обогнула Шотландию и 21 августа вышла в Атлантический океан. Испанские моряки плохо знали этот район, навигационных карт на него у них не было. Начавшиеся в сентябре штормы разметали испанский флот, многие корабли, сбившись с курса, потерпели крушение у берегов Ирландии, выбравшиеся на берег испанцы были либо убиты на месте местными жителями, либо захвачены в плен ради выкупа. Всего Армада потеряла около 3/4 личного состава и половину кораблей. Между 22 сентября и 14 октября уцелевшие 67 или 65 её кораблей (из первоначальных 130) достигли испанских берегов.